# Paula Bontempi
Paula Susan Bontempi est une océanographe américaine, doyenne de la Graduate School of Oceanography de l'Université du Rhode Island. Dans le cadre de ses fonctions à la NASA et à l'université, elle a dirigé l'utilisation des satellites en sciences marines et en écologie océanique.

## Biographie

### Enfance et Formation
Bontempi est la plus jeune des trois enfants du couple Robert et Lucy Bontempi. Sa famille, a émigré d'Italie aux États-Unis et plusieurs de ses ancêtres étaient pêcheurs sur l'Adriatique. Elle a grandi à Upper Saddle River dans le New Jersey où ses grands-parents émigrés et ses parents avaient une ferme,. Malgré les efforts de ses grands-parents, sa famille est revenue au commerce de la pêche, occupation plus traditionnelle dans sa famille.
Elle a obtenu un B.S. en biologie du Boston College en 1992 pour lequel elle étudie les traces de métaux dans les moules. Pour son diplôme suivant, un Master of Science en océanographie de la Texas A&M University en 1995, elle étudie la taxonomie et la biogéographie du phytoplancton du Mississippi  et de la rivière Atchafalaya,. Elle connaît une première expérience professionnelle à l'Université du Mississippi du Sud comme assistante de recherche de l'Institut des sciences marines lequel est situé au Stennis Space Center de la NASA. En 1996, elle passe au Graduate School of Oceanography (GSO) pour sa thèse de doctorat sous la direction du professeur émérite Jim Yoder à l'Université de Rhode Island,.

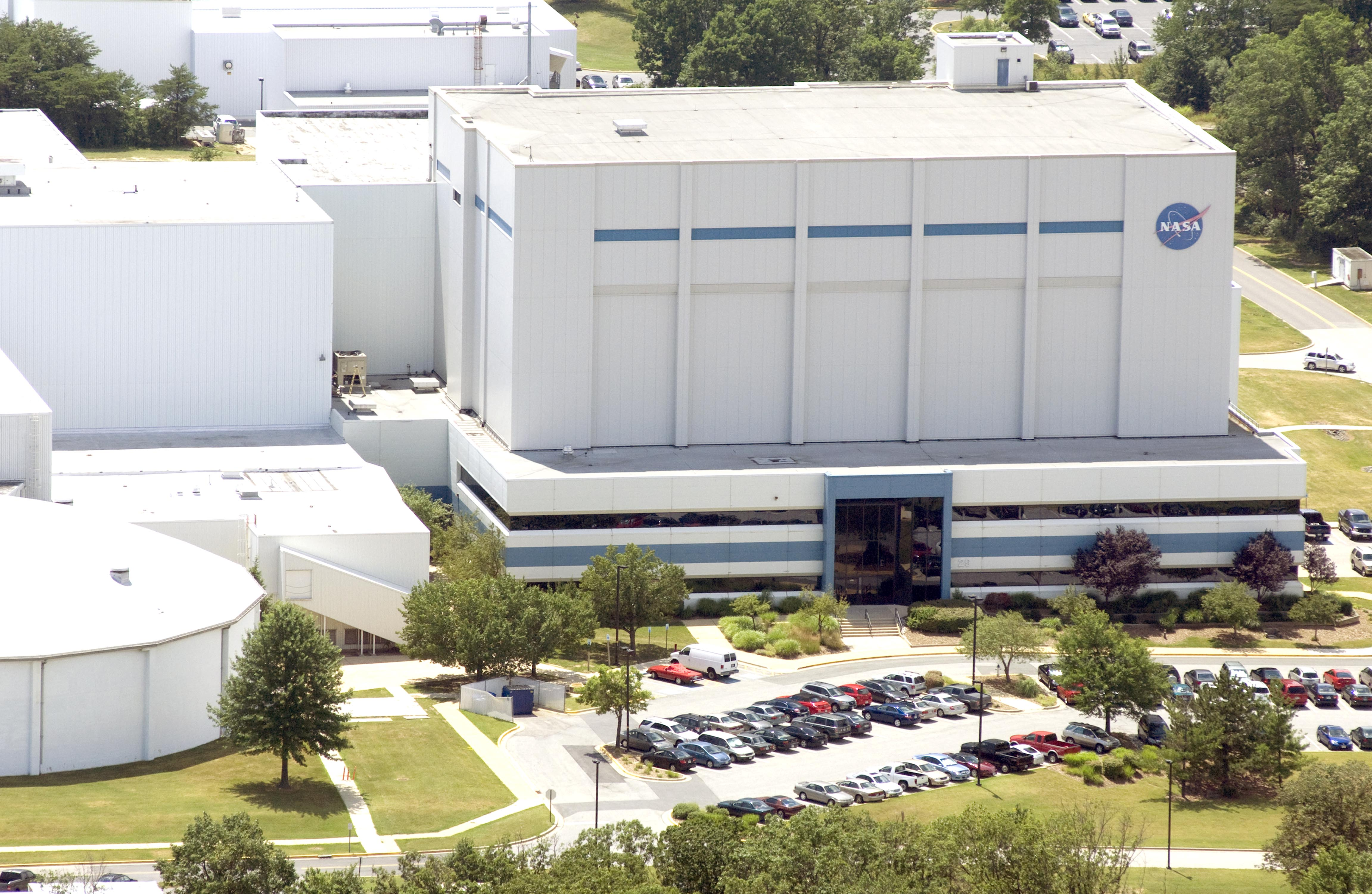
Le Goddard Space Flight center de la NASA

Durant son doctorat, elle analyse les images du satellite SeaWiFS pour caractériser la variabilité spatiale de la chlorophylle observée depuis l'espace. Elle alterne ses recherches doctorales avec des stages d'été pour la NASA au Goddard Space Flight Center, au Friday Harbor à Washington et pour l'OTAN au laboratoire du Supreme Allied Commander Atlantic (SACLANT) à La Spezia en Italie,. Elle soutient sa thèse de doctorat en 2001. Cela a été la première recherche à révéler une prolifération printanière de phytoplancton au large du sud-est des États-Unis continentaux.

### Carrière à la NASA
Après avoir été professeur assistant à l'université du Sud du Mississippi, Bontempi passe à la biologie océanique et à la biogéochimie au siège de la NASA en 2003. Elle y dirige un portefeuille de projets de recherche en science du cycle du carbone, dans les systèmes terrestres et aquatiques, et travaille à diversifier la communauté de la NASA. En 2010, Bontempi siège au « comité des visiteurs » qui conseille la division des sciences océaniques de la Fondation nationale pour la science sur la logistique associée aux traitements des processus d'examen faites à la NSF. Bontempi facilite le financement d'idées et de projets proposés par des scientifiques à la NASA comme par exemple pour la mission PACE (Plankton, Aerosol, Cloud, ocean Ecosystem) qui fournit des données océanographiques et atmosphériques permettant aux scientifiques d'étudier comment la Terre réagit au changement climatique et, en tant que tel, est un aspect clé des activités scientifiques de la NASA cette décennie. En préparation de la mission PACE, Bontempi présente l'utilisation du LIDAR depuis un avion comme modèle de traitement des données de la mission PACE. Elle est la scientifique de la NASA pour le programme « EXPORT Processes in the Ocean from RemoTe Sensing » (EXPORTS) financé par la NASA et la National Science Foundation, une entreprise qui implique plusieurs croisières de recherche, plus de 100 scientifiques et près de 30 instituts de recherche.
Bontempi participe à des activités nationales et internationales pour faire progresser la compréhension du cycle mondial du carbone. Bontempi est coprésidente du programme scientifique du groupe de travail interagences sur le cycle du carbone des États-Unis de 2008 à 2012, et a conclu son séjour à la NASA en tant que directeur adjoint par intérim de la division NASA Earth Science, Direction des missions scientifiques du siège de la NASA à Washington (district de Columbia). En 2020, Bontempi plaide pour la suppression des barrières entre les départements dans le financement fédéral des sciences de la terre lors d'un atelier organisé par la National Academy,.

### Doyenne de l'Université de Rhode Island
Bontempi est nommée membre de la société savante The Oceanography Society en 2019,

« Pour sa vision de ce que l'écologie océanique basée sur les satellites peut être, et des efforts inlassables pour concrétiser cette vision en partenariat avec la communauté et les agences spatiales »

En 2020, Elle devient le sixième doyen de l'École supérieure d'océanographie de l'Université de Rhode Island où elle succède à Bruce H. Corliss,,. Elle est la deuxième femme à occuper ce poste. En juin 2021, elle annonce que le nouveau navire de recherche océanique de l'Université de Rhode Island se nommera le Narragansett Dawn.

### Diffusion du savoir au grand public
Bontempi participe activement à l'éducation du grand public sur le changement climatique et la science en utilisant de multiples lieux, y compris des interviews de magazines populaires tels que Marie Claire, interviews audio avec le projet StoryCorps et Audible et dans une conférence TED talk en Avril 2021.
Bontempi s'est aussi exprimée au Center for Strategic and International Studies en 2019 lors d'un forum sur le changement climaque et la sécurité maritime et a témoigné devant la Chambre des représentants des États-Unis le 12 mars 2021 lors d'une présentation au Comité des sciences, de l'espace et des technologies de la Chambre des représentants des États-Unis,.
L'Académie Sophia (en) l'a inclus dans sa célébration des Femmes de Sagesse 2021 lorsqu'elles prennent le temps d'« élever, d'apprécier et de célébrer les Femmes de Sagesse ». En mai 2020, Elle s'est entretenu avec le Federal News Network à propos du Challenge international de la NASA sur les Applications de l'espace (en) 2020 et de l'utilisation potentielle de l'imagerie satellite comme une partie de solutions à la Pandémie de Covid-19.

### Objets aériens non identifiés
Fin octobre 2022, la NASA annonce la création d'un groupe de 16 experts chargés d'étudier les phénomènes aériens non identifiés et parmi les membres de cette équipe se trouve Paula S. Bontempi.

## Prix et récompenses
- Geosciences Distinguished Achievement Award, Texas A&M (2020)[32]
- Membre de The Oceanography Society (2019)[18]
- Prix Ocean Sciences Award de l'Union américaine de géophysique (American Geophysical Union) (2019)[33]
- Médaille de Service exceptionnel de la NASA (NASA Exceptional Service Medal) (2007), « ...décerné à un employé du gouvernement pour sa performance continue qui implique de multiples contributions et transverses et contribue aux initiatives, programmes et projets de la NASA »[34]

## Vie familiale
Elle rencontre son futur époux, Whitley Saumweber, durant ses études doctorales à l'Université de Rhode Island alors qu'il étudiait au GSO. Son époux a travaillé au Conseil de qualité environnementale de la Maison Blanche comme directeur de la politique des Océan et des Côtes du président Obama.